# 韦洛韦罗内塞
韦洛韦罗内塞（義大利語：Velo Veronese），是意大利威尼托大区维罗纳省的一个市镇。总面积19.05平方公里，人口790人，人口密度41.5人/平方公里（2009年）。国家统计（ISTAT）代码为023090。